# Maarten Verwey
Maarten Verwey (* 1970) ist ein hoher niederländischer EU-Beamter und leitet seit 1. Februar 2020 als Generaldirektor die Generaldirektion Wirtschaft und Finanzen (DG ECFIN).

## Leben
Maarten Verwey war ab 1994 für das niederländische Finanzministerium tätig. Er erwarb Masterabschlüsse in Wirtschaftswissenschaften (1994) an der Rijksuniversiteit Groningen und in Entwicklungsfinanzierung (2002) an der SOAS University of London. Von 1999 bis 2002 war er in Manila bei der Asiatischen Entwicklungsbank tätig.
Verwey durchlief eine Karriere im niederländischen Finanzministerium, zuletzt von 2007 bis 2011 als Leiter der Abteilung für Ausländische Finanzbeziehungen. Er war u. a. beteiligt an der Einrichtung der Europäischen Finanzstabilisierungsfazilität (ESEF) und des Europäischen Stabilitätsmechanismus (ESM), der europäischen Banken-Union und am Juncker-Plan. 
Verwey trat 2011 in den Dienst der Europäischen Kommission, zunächst als stellvertretender Generaldirektor in der DG ECFIN. Er wechselte 2015 als Generaldirektor in die Generaldirektion Unterstützung von Strukturreformen.